# 森田隆之

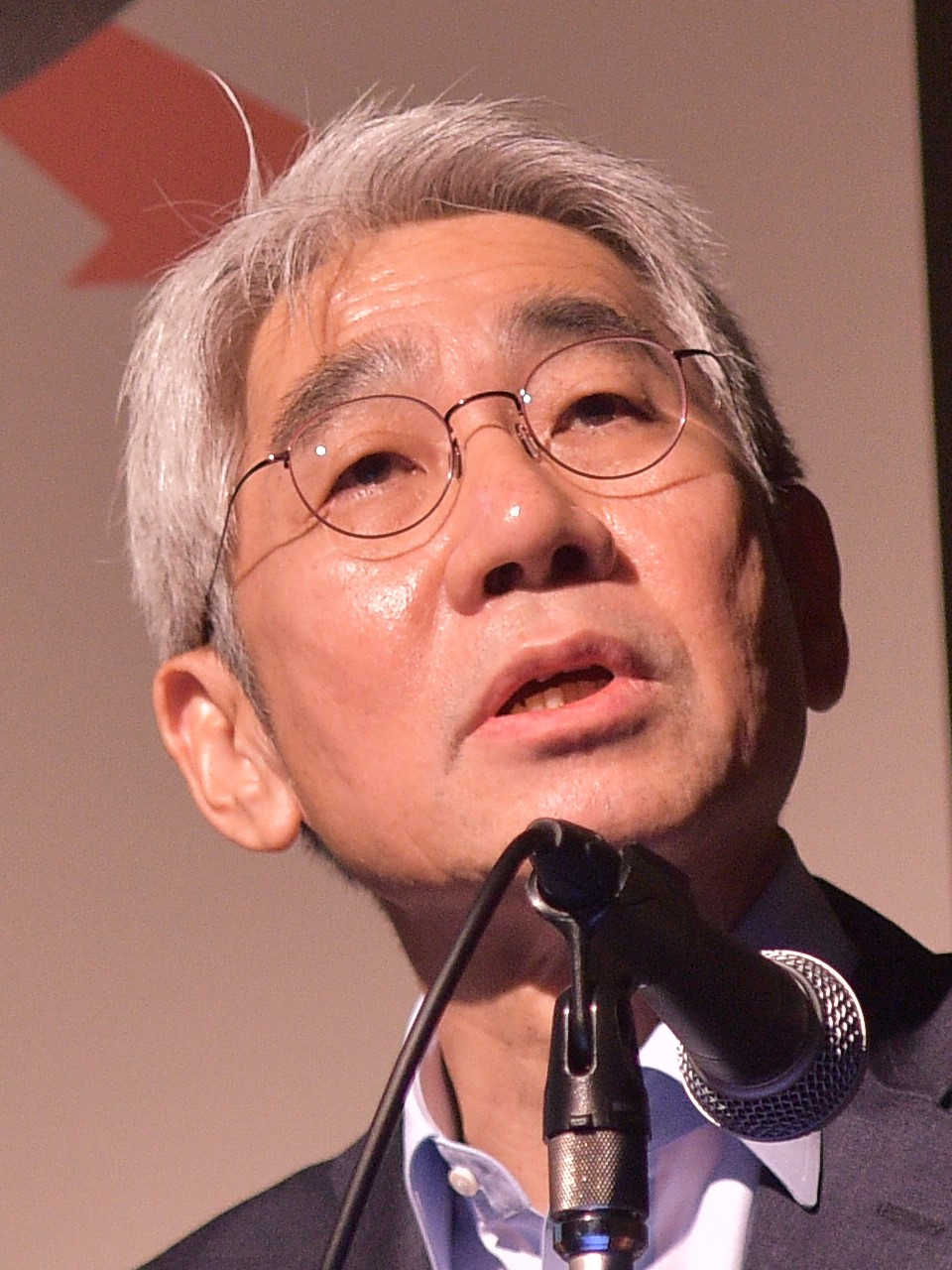
2023年

森田 隆之（もりた たかゆき、1960年2月5日 - ）は、日本の実業家。
日本電気 (NEC) 取締役代表執行役社長兼CEO。大阪府出身。

## 来歴
1983年に東京大学法学部を卒業後、日本電気に入社した。
入社後は海外関係部門に長く在籍し、1990年のシーメンスの私設交換機事業を皮切りにM&Aを多く手がけ、パソコン事業のレノボとの合弁化や、半導体事業のルネサステクノロジとの合弁化といった基幹事業の再編にもかかわった。
2006年に執行役員となり、2011年執行役員常務に昇格し、不採算事業再建にも関与した。海外事業の責任者だった森田は、当時の社内について「ひどい状態で大変でしたよ。組織が疲弊していました。」「組織としてバラバラでした」と社長就任後の2023年に述べている。
2016年からCGO（チーフ・グローバル・オフィサー）を兼務して積極的なM&A戦略の執行を担った。
2018年4月に代表取締役執行役員副社長に就任、同年6月からはCFOを兼務した。
2021年4月に代表取締役執行役員社長兼CEOに就任した。森田は日本電気では22年ぶりの文系出身の社長である。
2023年6月、日本電気は指名委員会等設置会社に移行し、森田の役職は取締役代表執行役社長兼CEOとなった。